# フィン・スミス
フィン・スミス（Fin Smith、2002年5月11日 - ）は、プレミアシップノーサンプトン・セインツに所属するラグビーユニオン選手。

## プロフィール
- イングランド・ウォリック出身[1]。
- ポジションはスタンドオフ(SO)。
- 身長 178cm、体重 87kg
- U20イングランド代表に選ばれたことがある[2]。
- イングランド代表キャップは3（2024年6月現在）。

## 略歴
ウスター・ウォリアーズ、アンプティルRUFCを経て、2022年、ノーサンプトン・セインツに加入。 